# Odulphuskerk (Meliskerke)
De Odulphuskerk is de protestantse kerk van Meliskerke, gelegen aan Torenstraat 8.

## Geschiedenis
De toren en het schip werden gebouwd omstreeks 1400. De kerk was oorspronkelijk gewijd aan Sint-Odulphus. Terwijl de bouw van de toren halverwege was, bleek dat deze uit het lood stond. Het bovenste gedeelte werd weer in verticale richting op het onderste gedeelte gebouwd, waardoor de toren enigszins gekromd is. De oorspronkelijke kerk had een hoofdbeuk en een lagere zuidbeuk. De kerk werd in de jaren 1572-1574 (Beleg van Middelburg) gedeeltelijk verwoest, en daarna werd het koor afgebroken en de verlaagde hoofdbeuk werd met de zuidbeuk onder één dak gebracht, zodat opnieuw een eenbeukige kerk ontstond. Het geheel werd overwelfd met een tongewelf. Op de plaats van het koor kwam een consistorie, en aldus werd de kerk geschikt gemaakt voor de Hervormde eredienst.
Restauraties vonden plaats in 1959, waarbij het pleisterwerk werd verwijderd, en in 1963.

## Gebouw
De toren heeft twee geledingen en haakse steunberen. Ze wordt gedekt door een tentdak. De omlijsting van de galmgaten is wit geschilderd, wat wijst op de vroegere functie als baken voor de scheepvaart. De klok, van 1636, werd gegoten door Michael Burgerhuys.
Het eigenlijke kerkgebouw is een eenbeukige bakstenen kerk met aan de zuidzijde een portaal van 1769.

## Interieur
Het interieur wordt overwelfd door een houten tongewelf met trekbalken. De preekstoel van omstreeks 1630 en de herenbank is uit 1749 en is uitgevoerd in Lodewijk XV-stijl.
Het door Peter Weidtman gebouwde orgel is van omstreeks 1740, en dit werd in 1859 in de kerk geplaatst. Het zilveren doopvont is van 1801.